# Poecilasthena burmensis
Poecilasthena burmensis är en fjärilsart som beskrevs av Louis Beethoven Prout 1926. Poecilasthena burmensis ingår i släktet Poecilasthena och familjen mätare. Inga underarter finns listade i Catalogue of Life.